# HD 10307
HD 10307（HR 483、グリーゼ67）は、アンドロメダ座の方角、地球から約43光年離れた位置にある連星である。主星は、太陽と似ている。伴星は赤色矮星だが、詳細は明らかではない。

## 星系
HD 10307が連星であることは、最初年周視差と固有運動を調べることで予想された。更に測定データを増やし、また、スペックル干渉法も用いて、軌道要素と恒星の質量が推定され、連星であることが明らかになった。
HD 10307の2つの恒星は、離心率が0.43の楕円軌道を公転している。軌道長半径は0.58秒、HD 10307までの距離からすると7.4AUに相当するので、近星点では4.2AU、遠星点では11AU離れていることになる。公転周期は19.5年である。主星と伴星の間の距離が短く、分離することが難しいので、質量や軌道要素は推定する方法によって大きくばらつく。
主星のHD 10307 Aは、G型主系列星で、太陽に性質が近いソーラーアナログといえる。質量と金属量は概ね太陽程度で、温度と光度は太陽よりやや上である。活動は低調で、太陽でいうマウンダー極小と似たような状態にある恒星の候補の一つに挙げられている。伴星のHD 10307 Bは、M型主系列星で、質量は太陽の2-3割程度とみられる。

## SETI / METI
アリゾナ大学のターンブルとSETI研究所のターターは、近傍の生命居住可能星系カタログ（HabCat）の中でも、最も有望な地球外知的生命体探査の目標天体25個の一つに、HD 10307を挙げている。
主星と伴星の距離が比較的短い連星系では、ハビタブルゾーン内にある惑星が力学的に安定して存在できないことも考えられるが、HD 10307の場合は、惑星が適温となることを条件としたハビタブルゾーンは主星と伴星それぞれの周囲に分離して存在し、その範囲はは主星と伴星からそれぞれ0.71-1.22au, 0.03-0.04auの範囲である。一方で惑星が力学的に安定した軌道を維持できる領域は主星から1.26au以内および伴星から0.57au以内または周連星惑星の場合は連星系の重心から22.1au以上の領域と見積もられており、ハビタブルゾーンは個々の恒星の周りの安定した領域の内部に収まっているため、HD 10307系で仮にハビタブルゾーン内にハビタブル惑星が形成された場合、その惑星は安定した軌道を維持できると予想されている。
2003年7月6日には、HD 10307へ向けてMETIが行われている。これは、"Cosmic Call 2"という計画によるもので、イェウパトーリヤにある直径70mのレーダーRT-70を使って、メッセージが送られた。このメッセージは、HD 10307へ2044年9月に到着する見込みである。